# 針尾島
針尾島（はりおじま）は長崎県佐世保市の南西部に位置し、大村湾と佐世保湾の間に浮かぶ島。西海市と針尾瀬戸（伊ノ浦瀬戸）を境に接する。温州みかんの栽培が盛んである。大村家家臣の針尾氏が築いた針尾城（小鯛城）の発掘調査で、トルコ・イタリアに次ぎ世界で3例目となる、16世紀頃の景徳鎮窯の六角脚付瓶が出土した 。なお、本項では佐世保市の一地域としての針尾（旧東彼杵郡崎針尾村 ）と江上（えがみ、旧東彼杵郡江上村 ）についても記述する。

## 地形・地質
流紋岩質の溶岩台地で、西海岸を除く三方は安久ノ浦・牛ノ浦・恵比寿湾・鯛ノ浦・江上浦など深い入江と大崎・口木崎・赤崎・明星鼻・錐崎など急峻な半島が複雑な海岸線を形作っている。中央部で江上浦と恵比寿湾が食い込み、ここを境に北東部を江上地区、南西部を針尾地区に分ける。東海岸は早岐瀬戸に面し、土砂の堆積が相次ぎ干潟をともなう平地が広がっている。江戸時代以降の干拓事業により、早岐瀬戸沿岸と江上浦は農地化されている。
溶岩台地は侵食が進み、稲作に不向きで果樹栽培に適した水はけのよい土壌をなす。また低質黒曜石の塊が島内各地の表土に混入し、旧石器時代-縄文時代には石器原料の供給地として機能していた。また流紋岩露頭が北西部や南西部に見られ、三川内焼を始めた朝鮮陶工がこれに目をつけ、磁器の原料として活用を試みたが、実用に耐えないものだったために断念した記録がある。
早岐瀬戸沿岸と江上浦を除くと深い入江のため、水産資源の種類は豊富であるが、産業としての採算ベースには乗らない。浦頭港や崎針尾漁港、西海橋下の地磯などフィッシングスポットは多く、底物から磯物、サビキ釣りなど多様な釣りが楽しめる。江上浦沖では真珠養殖が行われている。

### 網代陶石
三川内焼特有の置上・ひねり物・卵殻手（エッグシェル・薄胎）に用いられた 。

## 地域

### 町名
1958年に免・字を廃止し、町名を設置した。
| 町名設置前              | 町名設置後 |
| ----------------------- | ---------- |
| 江上村有福免→江上有福免 | 有福町     |
| 江上村江上免→江上免     | 江上町     |
| 江上村指方免→江上指方免 | 指方町     |
| 崎針尾村北免→針尾北免   | 針尾北町   |
| 崎針尾村中免→針尾中免   | 針尾中町   |
| 崎針尾村西免→針尾西免   | 針尾西町   |
| 崎針尾村東免→針尾東免   | 針尾東町   |

#### 江上地区
- 有福町（ありふくちょう）

江上地区の北半分、安久ノ浦から加須岳、指方交差点を結ぶ線より北側に位置する。全域が丘陵地で、複雑に谷が入り組んでいる。安久ノ浦沿岸部は米軍針尾弾薬庫に占められ、立入禁止。西部は国道205号針尾バイパスが貫通し、ロードサイドショップが点在する。早岐瀬戸と対面する丘陵上にはクレールの丘団地や針尾ニュータウンなど郊外住宅地が展開する。
- 江上町（えがみちょう）

江上地区の東部、牛崎から江上大島まで島を縦貫して南北に細長く広がる。北部は牛ノ岳を主峰とする丘陵地で民家はまばらだが、有福方面への近道があるため交通量は多い。東明中学校・東明幼稚園が位置する中央部の旧干拓地は水田が広がる。江上浦に面する南部は丘陵地帯で果樹園が展開する。西海パールライン有料道路入口付近は米軍住宅が広がる。
- 指方町（さしかたちょう）

江上地区の西部に展開する江上地区の中心地。江上支所・江上小学校・江上郵便局が位置する。中央部の広大な水田・蓮池は江戸時代に干拓された小島新田で、農家は散村の形態を取る。指方交差点付近は独立行政法人高齢・障害・求職者雇用支援機構長崎支部長崎職業能力開発促進センター佐世保訓練センター（愛称：ポリテクセンター佐世保）や福山通運ターミナルなど中規模施設が集中する。北部の飯盛山山麓や南部の金山山麓などには民家が少ない。
- ハウステンボス町（はうすてんぼすまち）

1991年に、指方町および江上町のそれぞれ一部が分立し、後に早岐地域の崎岡町の一部を編入した。いずれも江戸時代の干拓地である赤子新田・大手原塩田に立地する。旧赤子新田は全域がハウステンボスに転用されている。対岸の編入地である大手原のうち、長崎国際大学敷地より南が町域となっている。

#### 針尾地区
- 針尾北町（はりおきたまち）

針尾地区の北部に位置し、牛ノ浦より大崎を経て浦頭港に至る。牛ノ浦沿岸は針尾弾薬庫に占められている。浦頭港とアクセス道路沿線には中規模の工場や事業所が点在するが、土地全体が丘陵地のために民家は多くなく、大崎地区に民家が集中している。浦頭港を見下ろす丘陵に浦頭引揚記念平和公園が造成されている。
- 針尾中町（はりおなかまち）

針尾地区の中部に位置し、北町と接する山間部から針尾瀬戸に至る南北に細長い地区。国道202号は中町と東町の町境を走っている。佐世保市役所針尾支所や針尾小学校が位置するが、中心地と呼べるほど集積しているわけではない。国道を分水嶺としており、見下ろせる町域全体が水田や果樹園に占められている。
- 針尾西町（はりおにしまち）

針尾地区の西部に位置し、浦頭から鯛ノ浦にかけて展開する。丘陵地が海岸まで迫っているため、鯛ノ浦を除くと沿岸に集落はなく、口木や畦津などの集落は丘陵の中腹や頂上部に展開する。丘陵斜面に果樹園・畜産施設が展開する。国道へのアクセスは口木からは浦頭方面、鯛ノ浦からは葉山・成原方面への利便性が高く、町域の一体感は薄れている。
- 針尾東町（はりおひがしまち）

江上浦西岸すべてが町域で、南端の明星鼻まで南北に貫通している。分水嶺を国道202号が走り、北町・中町との境界に近い。北部は江上浦に下る急斜面のために人口は少ない。南部の針尾IC付近から国道沿いに民家・商店が点在する。錐崎一帯に果樹園や漁港を擁する集落が展開する。針尾瀬戸一帯は西海橋公園が造成されている。

## 歴史

### 先史・古代
黒曜石団塊が表土上に散在する土地柄のため、石器を求めて縄文時代から人々が住み着いていた。江上浦入口の松ヶ崎には古墳と思われる土盛が発見されている。

### 中世
中世には各地に経塚が作られ、それなりの勢力を持つ土豪が現れ始める。戦国時代までに、江上の佐志方氏と針尾の針尾氏を頂点とする武士団に集約され、松浦氏と大村氏の境界争いの際には優勢な勢力に味方しつつ保全を図った。小鯛城主・針尾伊賀守は大村純忠暗殺計画の際に横瀬浦に居留する宣教師ルイス・フロイスの虐殺を担当し、未遂に終わったことで知られている。最終的に針尾島は平戸藩の領地となって江戸時代を迎えた。
戦国時代より前から、早岐瀬戸をはさむ対岸の早岐とは交流が深く、島側の有福と対岸の早岐を結ぶ渡し舟が自然発生した。1936年（昭和11年）に観潮橋が竣工するまで渡し舟は健在で、のちには早岐瀬戸南口の金山と対岸の崎岡の間にも渡し舟が設定された。

### 近世
藩政下では、早岐瀬戸沿岸や江上浦の干拓事業が推進され、広大な水田・塩田が造成された。ハウステンボスが建つ赤子新田もこの時に完成した。また平戸藩主が長崎勤番に向かう際には、陸路の平戸往還とは別に、佐世保湾・大村湾経由の海路も設定され、鯛ノ浦は藩主の停泊地となった。幕末に長崎への異国船進入が頻発するようになると、長崎から平戸にいたる狼煙による通信ルートが設定され、錐崎に狼煙場が設定された。

### 近現代
廃藩置県後に何度かの変遷を経て、1889年（明治22年）町村制施行により地方自治体として江上村と崎針尾村がそれぞれ単独村制にて発足し、1955年（昭和30年）に佐世保市へ編入されるまで2ヶ村が並立した。明治初期に針尾出身の儒学者で、平戸や京都で藩主に仕えた楠本端山・楠本碩水兄弟が帰郷し、私塾鳳鳴書院を開いた。義務教育が普及するまで、旧松浦藩の儒学者・教育者を育成した。
佐世保軍港の拡張に合わせて、佐世保湾に面する針尾島西岸には軍事施設が設置されるようになった。針尾送信所が最大の施設である。一方で、戦艦・航空母艦の停泊地として恵比寿湾が指定され、安久ノ浦・牛ノ浦に弾薬庫が設置されるなど、地元住民の活動にも制限が加わるようになる。太平洋戦争が激化すると、赤子新田に針尾海兵団が新設され、海軍兵学校針尾分校も併設された。
敗戦と同時に外地からの引き揚げ事業が始まると、恵比寿湾奥の浦頭港が上陸港に指定された。引揚者は浦頭港から上陸し、消毒処理後に徒歩または牛車・馬車によって海兵団を転用した引揚援護局に移動し、仮住まいした。現在、浦頭港を見下ろす丘に浦頭引揚記念平和公園が造成され、公園と資料館が設置されている。また、援護局隣接地には、帰郷を目前に無念の死を遂げた無縁仏を供養するために釜墓地が開かれている。
引揚局が1950年（昭和25年）5月15日をもって閉鎖されたのち、跡地は陸上自衛隊針尾駐屯地、長崎県造成による針尾工業団地を経て現在のハウステンボスになっている。
1955年（昭和30年）10月18日に西海橋の開通式が挙行され、針尾島は行き止まりの辺境から佐世保〜長崎を短絡する通過地へと変貌する。当初こそ高い通行料が嫌われて利用者は少なかったが、やがて需要が伸びて大動脈へと成長していった。1958年（昭和33年）には西海橋直下の海岸に西海橋遊園地が開かれ、うず潮と西海橋を見物する観光客は急増した。
昭和50年代に大きな動きはなく、徐々に針尾地区の過疎化が進行する一方、江上地区の都市化が進行している。1988年（昭和63年）には、針尾地区の西海橋遊園地が閉園を迎える一方、江上地区ではハウステンボス安全祈願祭・江上大島橋開通式・サンレモリハビリ病院着工と地場新興プロジェクトが連続している。有人島ながら橋がなかった江上大島と針尾島の往復には、伝統的な手繰船が用いられていた。
平成に入り、ハウステンボスが1992年（平成4年）に開業した。2006年（平成18年）3月5日には新西海橋が西海パールライン有料道路の一部として開通し、長崎県の南北を結ぶ新しいルートが針尾島に作られることになった。

## 交通

### バス
- 西肥自動車
  - 西海橋線 (北部方面-)早岐田子の浦-指方-岳の田-西海橋西口
  - ハウステンボス線 (北部方面-)早岐田子の浦-(長崎国際大学-)ハウステンボス西門(-針尾米軍住宅)
  - クレールの丘経由ハウステンボス線 (北部方面-)クレールの丘-指方-ハウステンボス西門
  - 口木循環線 重尾-浦頭-口木-針尾小学校前-重尾 西海橋コラソンホテル-口木-浦頭-重尾 ※土日祝運休
  - 早岐・西海橋線 重尾-観潮橋-指方-浦頭-西海橋

## 道路
- 国道202号
- 国道205号
- 長崎県道141号ハウステンボス線
- 西海パールライン有料道路

## 施設

### 公共
- 佐世保市役所江上支所
- 江上地区公民館
- 江上郵便局
- 佐世保市役所針尾支所
- 針尾地区公民館
- 針尾郵便局
- 西海橋簡易郵便局

### 教育機関

#### 中学校
- 佐世保市立東明中学校

#### 小学校
- 佐世保市立江上小学校
- 佐世保市立針尾小学校

## 名勝・旧跡・観光スポット
- 戸御崎神社（祇園社）[4]
- 針尾城（小鯛城）跡[3] - 大村家家臣、針尾氏の居城
- 楠本端山旧宅[13]・鳳鳴書院[14]・楠本家墓地土墳群7基[15]
- 針尾無線塔
- 浦頭引揚記念平和公園
- 西海橋
- 新西海橋
- ハウステンボス
- 観潮橋 - 早岐とを結ぶ橋。村上龍原作の映画「69 sixty nine」の撮影にも使われた。）

## 出身者
- 竹下重人（弁護士）- 竹下景子の父親。

## その他
- 米軍住宅（日本の敗戦後は米軍が日本軍駐屯地を一時接収しており、現在も佐世保基地関係者の住宅となっている。）
- アレキサンドリア (ガンダムシリーズ)#ハリオ